# Marquis (St. Andrew, Grenada)
Marquis („Port du Grand Marquis“ = Hafen des Großen Markgrafen) ist eine Siedlung im Osten des Inselstaates Grenada in der Karibik. Der Ort gehört zum ehemaligen französischen Territorium.

## Geographie
Der Ort liegt an der Ostküste im Parish Saint Andrew, südlich von Grenville an der Straße nach Pomme Rose und St. David’s. Er war der erste Hauptort des Parish Saint Andrew in der Saint Andrew Bay.
Im Süden des Ortes mündet der kleine Fluss Marquis River.

## Geschichte
1795 bis 1796 gehörte der Hügel Battle Hill zusammen mit Marquis den französischen Kolonisten.
1927 wurde in Marquis die Marquis Pentecostal Church als älteste Gemeinde der Pentecostal Assemblies of the West Indies (PAWI) in Grenada gegründet.